# Бодри, Поль
Поль Жак Эме Бодри (фр. Paul Jacques Aimé Baudry; 7 ноября 1828, Ла-Рош-сюр-Йон, Вандея, Франция — 17 января 1886, Париж) — французский живописец, представитель парижского академизма, один из наиболее известных салонных мастеров времён Второй империи.

## Биография
Поль Бодри родился 7 ноября 1828 года в Ла-Рош-сюр-Йон в семье башмачника. В 16 лет благодаря муниципальной стипендии поступил в Школу изящных искусств в Париже, где обучался под началом  Мишеля Мартена Дроллинга.
В 1850 году Бодри получил главную Римскую премию за картину «Зенобия, найденная пастухами на берегу Аракса». Талант живописца проявился в строгой академической манере, но он ещё не нашёл свою индивидуальность. Во время пребывания в Италии он вдохновился итальянским искусством и в особенности маньеризмом Корреджо. Это влияние проявилось в двух его полотнах, которые он выставил на Парижском салоне в 1857 году, «Жертвоприношение весталки» и «Ребёнок», купленные Люксембургом. Другие его картины, выставленные в том же году, — «Леда», «Святой Жан Батист» и «Портрет Бёль» — получили первую премию. В ранний период Бодри предпочитал мифологические либо воображаемые сюжеты. Наиболее известна его картина этого периода «Жемчужина и волна» (1862). Лишь однажды он попробовал себя в историческом жанре («Шарлотта Корде после убийства Марата», 1861). Кроме этого, Бодри писал портреты известных людей своего времени (Франсуа Гизо, Шарль Гарнье, Эдмон Абу).
Вершиной мастерства живописца, демонстрирующей его воображение и высокохудожественный дар, стали фрески в здании Кассационного суда в Париже, во дворце Шантийи, в некоторых частных усадьбах и в особенности в здании Оперы Гарнье. Более 30 произведений, включая композиции, были написаны Бодри в течение десяти лет. Бодри был членом французской Академии изящных искусств, заняв место Жана-Виктора Шнеца (1787—1870).
Поль Бодри был автором 100-франковой купюры, вышедшей в обращение в 1882 году.
Бодри умер 17 января 1886 года в Париже; похоронен на кладбище Пер-Лашез. Памятник на могиле Бодри был создан скульпторами Полем Дюбуа и Антоненом Мерсье при участии младшего брата живописца — архитектора Амбруаза Бодри.

## Память
- В 1865 году в Париже одна из улиц в квартале Фобур-дю-Руль (Quartier du Faubourg du Roule) VIII округа была названа рю-Поль-Бодри (Rue Paul-Baudry).
- В 1897 году в Ла-Рош-сюр-Йон, где родился Бодри, был поставлен памятник работы Жан-Леон Жерома.

## Галерея
- «Зенобия, найденная пастухами на берегу Аракса», 1850
- «Убийство Марата», 1860
- «Жемчужина и волна», 1862
- «Венера, играющая с амуром»
- Мадлен Броан